# Death Note
Autre
Death Note (デスノート, Desu Nōto, littéralement Cahier de la Mort) est un manga écrit par Tsugumi Ōba et dessiné par Takeshi Obata. Il est prépublié dans le magazine Weekly Shōnen Jump de décembre 2003 à mai 2006, et par la suite publié en douze tankōbon, de mai 2004 à octobre 2006, par Shūeisha. La version française est éditée par Kana de janvier 2007 jusqu'à octobre 2008.
Une adaptation en anime de 37 épisodes est réalisée par Tetsurō Araki au sein du studio Madhouse et diffusée du 3 octobre 2006 au 26 juin 2007 sur Nippon Television au Japon. En France, l'anime est diffusé à partir du 2 février 2008 sur MCM, à partir de décembre 2008 sur Virgin 17 et depuis janvier 2022 sur Game One. Death Note est également adapté en trois films live, sortis au Japon entre 2006 et 2008, puis directement en DVD en France par Kazé. Une adaptation en drama est également diffusée en 2015 sur Nippon TV au Japon et en simulcast sur Crunchyroll dans les pays francophones. Il est repris dans un film du même nom sorti sur Netflix en 2017.
En avril 2015, le tirage de Death Note s'élève à plus de 30 millions d'exemplaires en circulation, versions numériques comprises, ce qui classe l'œuvre parmi les séries de mangas les plus vendues de tous les temps.

## Synopsis
Light Yagami est un lycéen surdoué qui juge le monde actuel criminel, pourri et corrompu. Sa vie change du tout au tout le jour où il ramasse par hasard un mystérieux cahier intitulé « Death Note ». Son mode d'emploi indique que « la personne dont le nom est écrit dans ce cahier meurt dans les 40 secondes qui suivent ». D'abord sceptique, Light décide toutefois de tester le cahier et découvre que son pouvoir est bien réel. Il rencontre l'ancien propriétaire du Death Note, un dieu de la mort nommé Ryûk. Celui-ci déclare avoir volontairement laissé tomber son carnet dans le but de se divertir.
Light décide d'utiliser le Death Note pour exterminer les criminels, dans le but de bâtir un monde parfait dont il sera le dieu. Il apprend peu à peu à se servir des pouvoirs du cahier et de ses règles : l'utilisateur ne peut tuer une personne que s'il connait son visage, en y inscrivant son prénom et son nom de famille. Il peut également en préciser la cause et les circonstances détaillées, la cause par défaut étant la crise cardiaque.

Les cahiers de la mort sont d'apparence anodine, si ce n'est leur titre en lettres gothiques qui trahit de plus sombres desseins.

Les nombreuses morts inexpliquées de criminels à travers le monde attirent l'attention d'Interpol et du mystérieux L, un détective particulièrement talentueux, mais dont personne ne connaît l'identité. L décide d'enquêter sur le tueur en série, surnommé « Kira » (キラ, dérivé de la prononciation japonaise de « killer ») par le grand public.

## Personnages
- Light Yagami (夜神 月, Yagami Raito?) : Protagoniste de l'histoire, Light est un lycéen surdoué de 17 ans qui juge le monde actuel criminel, pourri, corrompu et perverti. Quand il trouve par hasard le Death Note abandonné par un dieu de la mort (Ryuk), il décide de l'utiliser pour exterminer tous les criminels, sous le nom de Kira (mot japonais dérivé de killer, « tueur » en anglais). Son but est de créer un monde utopique débarrassé du crime, où il pourra régner en dieu. Sa santé mentale et son humanité s'altèrent au fur et à mesure que l'histoire progresse.
- L (エル, Eru?) : Principal antagoniste de Light, L est considéré comme le meilleur détective au monde, bien que son identité soit inconnue. Il enquête sur l'affaire Kira. Il se fait appeler Ryûzaki et Hideki Ryuga. Ses autres pseudonymes en tant que détective sont Erald Coyle et Deneuve. Son nom réel reste inconnu dans les 12 premiers tomes du manga, mais son véritable nom, L Lawliet (エル・ローライト, Eru Rōraito?), est dévoilé dans le 13e tome, How to read it. Son comportement excentrique n'a d'égal que son intelligence.
- Ryuk (リューク, Ryūku?) : Ryuk est un dieu de la mort qui s'ennuie profondément dans le monde des dieux de la mort. Possédant deux Death Note, il en abandonne un dans le monde des humains dans le but de se divertir. Il suit Light partout (car celui-ci est le nouveau propriétaire du Death Note et Ryuk se doit de le suivre jusqu'à la mort de Light) mais reste neutre par rapport aux événements.
- Misa Amane (弥 海砂, Amane Misa?) : Misa est une jeune fille qui admire Kira et ses actions. Assez puérile, elle est un mannequin très populaire, une Idol (アイドル, aidoru?, starlette), au style vestimentaire axé sur le « gothic lolita » et punk. Elle est amoureuse de Light et ferait n'importe quoi pour lui. Elle aussi a un Death Note et son dieu de la mort s'appelle Rem. Elle est considérée comme le deuxième Kira. Elle a fait l'échange des yeux afin d'être utile à Kira, ce qui signifie qu'elle peut voir le nom et la durée de vie de n'importe qui.
- Soichiro Yagami (夜神 総一郎, Yagami Sōichirō?) : Chef de la police et père de Light, Sôichirô a une grande confiance envers son fils et un amour sans limites pour sa fille et sa femme. Il a un grand sens de la justice et n'hésite pas à s'allier avec L pour lutter contre Kira qu'il considère comme un dangereux assassin. Même lorsqu'il sera hospitalisé pour surmenage après avoir fait une attaque cardiaque, il n'hésitera pas à prendre un camion pour stopper la diffusion des cassettes envoyées par le 2e Kira (Misa), malgré tout il s'oppose à ce que son fils rejoigne le bureau d'enquête trop vite.
- Near (ニア, Nia?) : Near est un des candidats à la succession de L. Il a grandi à la « Wammy's House », un orphelinat réservé aux enfants surdoués. Calme et calculateur, il a de nombreux points communs avec L. Son signe particulier est qu'il adore jouer avec des jouets d'enfants, ce qui lui valait de nombreuses moqueries lorsqu'il était à l'orphelinat. Il est celui qui, en partie avec l'aide de Mello, trouve des preuves et démontre que Light est Kira. Son vrai nom est Nate River (ネイト・リバー, Neito Ribā?).
- Mello (メロ, Mero?) : Mello est, comme Near, un des candidats à la succession de L et a également grandi à la « Wammy's House ». Son signe particulier est qu'il mange toujours du chocolat, signe qui sera repris par Near à la fin du manga en son hommage. D'un naturel emporté, son but est de surpasser L et Near. Son vrai nom est Mihael Keehl (ミハエル・ケール, Mihaeru Kēru?).
- Rem (レム, Remu?) : Rem est un dieu de la mort femelle plutôt sérieuse et intelligente. Elle est très proche de Misa, pour qui elle a des sentiments et se sacrifie pour elle au milieu de l'anime/manga. C'est quelqu'un de très calme et elle sait garder son sang-froid dans n'importe quelle situation.
- Mikami Teru (魅上 照, Teru Mikami?) : Mikami Teru est considéré comme étant le quatrième Kira, son exécutant plus exactement. Il est un très fervent partisan de Kira et pense de la même manière, d'ailleurs, il considère Kira comme un dieu, et a accueilli sa « venue sur terre » (littéralement le moment où Kira a commencé à être reconnu mondialement : dans les médias et la presse) comme la venue d'un dieu venant punir les gens mauvais.
- Sidoh (シドウ, Shidō?) : Dieu de la mort qui a égaré son Death Note. Ryuk le ramasse et le donne à Light Yagami. Le cahier tombe ensuite dans les mains de Mello.
- Jealous (ジェラス, Jerasu?) : Dieu de la mort qui a tué la personne qui allait tuer Misa Amane, il meurt donc pour avoir rallongé la vie d'une humaine. Son Death Note, que Rem a ramassé, a été donné par cette dernière à Misa.
- Kiyomi Takada (高田 清美, Takada Kiyomi?) : Présentatrice de la chaîne NHN et porte-parole de Kira dans la deuxième partie de la série. Elle joue l'intermédiaire entre Light et Mikami pour transmettre les ordres de Light. Elle était l'ancienne petite amie de Light à l'université. Elle meurt tuée par Light dans un incendie à la fin de la série.

## Thèmes
Death Note présente plusieurs niveaux de lecture ; aussi des thèmes politiques et philosophiques sont-ils identifiés et abordés par les commentateurs, à défaut d'avoir été volontairement lancés par l'auteur, Tsugumi Ōba, qui estime qu'il n'y a aucun message, aucune idéologie dans ce manga qui se résume donc, à ses yeux, à un combat stratégique et psychologique entre Light et ses adversaires :

### Peine de mort et justice

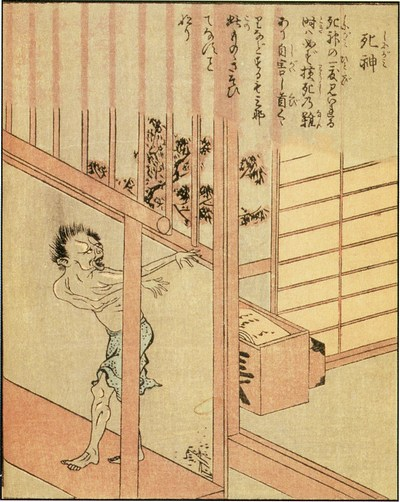
Un Shinigami (dieu de la mort) représenté dans le bestiaire surnaturel Ehon hyaku monogatari, vers 1841.

Ces problématiques sont abordées avec les meurtres d'un Light auto-proclamé juge de l'humanité par la grâce du Death Note, mais aussi via l'attitude de ses poursuivants, qui n'hésitent pas à bafouer les droits de l'homme pour parvenir à identifier Kira. Chacun des protagonistes, finalement, lutte pour sa conception de la justice en agissant à l'opposé de l'idéal défendu, ce qui, somme toute, transcende les clivages et appelle à un rejet du manichéisme en la matière. Tsugumi Ōba déclare ainsi que Near, à la fin du manga, « invite chacun de nous à se joindre à sa réflexion [sur la justice] » lorsqu'il se livre à la critique des agissements de Kira. Death Note laisse alors aux spectateurs la question « Qu’est-ce que la justice ? »

### Le Bien et le Mal
Light est persuadé d'agir au nom du Bien puisqu'il vise à devenir le dieu d'un monde idéal car expurgé de toute criminalité. Mais, dans le même temps, la méthode utilisée pour parvenir à cette utopie est le meurtre en série, et l'assassinat des innocents qui osent se dresser sur son chemin… Un paradoxe qui peut, là aussi, s'interpréter comme une volonté de relativiser ces deux notions antinomiques. Le scénariste, Tsugumi Ōba, est plus absolu : tout en se défendant d'avoir voulu véhiculer la moindre idéologie ou message philosophique, il précise qu'à titre personnel, il voit en Light « le mal absolu », et ajoute que « L n'est pas forcément mieux ». Au-delà, la question de la corruption de la nature humaine par le pouvoir est abordée : Light, qui ne voyait au départ en le Death Note qu'un moyen de bâtir son monde utopique, a progressivement glissé vers l'obsession de devenir un dieu, au point, à la fin du manga, de sombrer dans la folie.

### Dissimulation

Le détective connu sous le pseudonyme de « L » ne communique en public que sous la forme de la lettre L dans la police d'écriture Old London.

L'un des enjeux pour les personnages est de cacher à tout prix leur identité et/ou leur apparence : Light pour ne pas être démasqué et arrêté, les autres pour ne pas se révéler à Kira.

### Religion
Elle est aussi abordée car Light estime être le dieu de son nouveau monde. De plus, dans la version animée, L nettoie les pieds de Light peu avant qu'il ne meure à cause du stratagème impliquant Misa et la participation de Rem. Light serait donc le « Juda » de L. Sans parler de la passion de Ryuk pour les pommes, le fruit défendu. Ainsi que dans l'émission de Sakura TV, le temple de Kira, Demegawa a fait construire un temple dédié à Kira, la seule différence par rapport à la Bible est que Demegawa prend cette initiative tout seul. Dans l'anime, le premier générique d'ouverture montre une reprise de la sculpture La Pietà de Michel-Ange, la Vierge Marie remplacée par le personnage Naomi Misora et Jésus par Raye Penber. Certaines musiques font aussi référence à la religion : l'anime débute par un Kyrie Eleison, prière et chant religieux traditionnel, ou encore le thème de l'anime reprenant les airs de Carmina Burana : O Fortuna, elle-même fondée sur un recueil de poèmes religieux.

## Manga
L'écriture de Death Note se déroule de manière similaire pour les différents chapitres. Tsugumi Ōba écrit dans un premier temps le scénario, puis l'envoie à Takeshi Obata. Ce dernier le lit et détermine le découpage des cases. Obata dessine ensuite lui-même tout ce qui concerne les personnages et l'univers visuel. Ses assistants appliquent enfin ses consignes et réalisent les bâtiments ou les décors.
Le manga est édité par Shūeisha au Japon et compte 13 volets. L'histoire tient en 12 volumes, le treizième décrit les caractères des personnages et fournit d'autres informations sur l'histoire.
Il est édité entre mai 2004 et octobre 2006, et prépublié par Weekly Shōnen Jump, décembre 2003 à mai 2006 (108 chapitres). En France, le manga est édité par Dark Kana, et également sorti en 13 volets, dont le premier date du 19 janvier 2007. Ailleurs en Occident, le manga est édité au Canada et aux États-Unis par VIZ Media, en Espagne par  Glénat, en Pologne par Japonica Polonica Fantastica (pl), en Italie par Panini Comics, et en Allemagne par Tokyopop.
En Asie, il est édité en Corée du Sud par Daiwon C.I., à Hong Kong par Animation International, à Singapour par Chuang Yi, à Taïwan par Tong Li Comics et en Thaïlande par Nation Edutainment. Au Brésil, il est édité par Editora JBC.

### Liste des volumes
Une édition collector du manga appelée "Black Edition" et regroupée en 6 volumes épais est commercialisée à partir du 28 décembre 2010. En France, cette édition collector sort aux éditions Kana.

## Anime

### Épisodes
La série est diffusée en France sur MCM, Virgin 17, Mangas, et Netflix. En Europe, elle est diffusée en Hongrie et en Espagne sur Animax, en Pologne sur AXN Sci Fi, et en Italie sur MTV. Ailleurs, elle est diffusée en Corée du Sud sur ChampTV, aux Philippines sur GMA Network, à Hong Kong sur TVB Jade et Animax (japonais), à Taïwan sur Animax, en Thaïlande sur TrueVisions. Aux États-Unis, elle est diffusée sur Adult Swim et au Canada sur YTV.
En Algérie, elle est diffusée sur DTV et Beur TV, et en Arabie saoudite sur MBC Action, Space Power TV.

### Musique
La musique de l'anime est réalisée par les compositeurs Taniuchi Hideki et Yoshihisa Hirano (en). Trois Original SoundTrack sont sortis, avec notamment les thèmes musicaux des personnages principaux. La variété de ces musiques va des chants grégoriens (dont certains en latin) aux airs métal saturés.
| Générique | Épisodes | Début              | Début               | Fin            | Fin                 |
| Générique | Épisodes | Titre              | Artiste             | Titre          | Artiste             |
| --------- | -------- | ------------------ | ------------------- | -------------- | ------------------- |
| 1         | 1 – 19   | The World          | Nightmare           | Alumina        | Nightmare           |
| 2         | 20 – 37  | What's up, People? | Maximum the Hormone | Zetsubou Billy | Maximum the Hormone |

### Films
- Death Note RoadShow Rewrite: Vision of God d'une durée de deux heures a vu le jour en 2007 au Japon et sort dans des petites salles en France puis en DVD sous le nom de Death Note Relight : La vision d'un Dieu le 6 avril 2009[7].
- Death Note RoadShow Rewrite 2 : L wo Tsugu Mono d'une durée d'une heure et trente minutes a vu le jour en 2008 au Japon et  sort dans des petites salles en France puis en DVD sous le nom de Death Note Relight 2 : La relève de L le 7 octobre 2009[8].

#### DVD
Quatre coffrets DVD collectors contenant une figurine sortent pour l'anime : le premier composé de 11 épisodes le 9 avril 2008, le deuxième composé de 13 épisodes le 9 juillet 2008, et le troisième composé de 13 épisodes le 1er octobre 2008. Un coffret regroupant l'intégrale des épisodes sort le 28 novembre 2008.
Des coffrets slim sortent ensuite le 3 mars 2010,,. Un coffret intégrale regroupant les 37 épisodes est également sorti le 5 octobre 2011. Puis, deux DVD simples sont sortis pour les films d'animations : Death Note Relight : La vision d'un Dieu (sorti le 6 avril 2009) et Death Note Relight 2 : La Relève (sorti le 7 octobre 2009).

### Doublage

#### Personnages principaux
| Personnages   | Voix japonaises       | Voix françaises   |
| ------------- | --------------------- | ----------------- |
| Light Yagami  | Mamoru Miyano         | Alexis Tomassian  |
| Ryûk          | Shido Nakamura        | Emmanuel Karsen   |
| L             | Kappei Yamaguchi      | Guillaume Lebon   |
| Misa Amane    | Aya Hirano            | Charlyne Pestel   |
| Rem           | Kimiko Saitō (en)     | Maïk Darah        |
| Near          | Noriko Hidaka         | Vincent de Boüard |
| Mello         | Nozomu Sasaki         | Emmanuel Garijo   |
| Watari        | Kiyoshi Kobayashi     | Pierre Dourlens   |
| Teru Mikami   | Masaya Matsukaze (en) | Bruno Choël       |
| Kiyomi Takada | Māya Sakamoto         | Ilana Castro      |

#### Police japonaise
| Personnages     | Voix japonaises   | Voix françaises |
| --------------- | ----------------- | --------------- |
| Sôichirô Yagami | Naoya Uchida (en) | Philippe Dumond |
| Tôta Matsuda    | Ryo Naitō (en)    | Charles Pestel  |
| Shuichi Aizawa  | Keiji Fujiwara    | Laurent Larcher |
| Kanzô Mogi      | Kazuya Nakai      | Jean-Luc Atlan  |
| Hideki Ide      | Hideo Ishikawa    |                 |
| Hirokazu Ukita  | Hidenobu Kiuchi   |                 |

#### Dieux de la Mort
| Personnages                  | Voix japonaises   | Voix françaises |
| ---------------------------- | ----------------- | --------------- |
| Sidoh                        | Kazuki Yao        | Bruno Dubernat  |
| Jealous                      | Kenichi Matsuyama | Pascal Massix   |
| Armonia Justin Beyonllemason | Hideyuki Umezu    |                 |
| Zerhogie                     | Kibou Tokumei     |                 |
| Dellidublly                  | Tetsuo Gotō (en)  |                 |
| Gook                         | Takeharu Onishi   | Pascal Massix   |

#### Groupe Yotsuba
| Personnages      | Voix japonaises    | Voix françaises   |
| ---------------- | ------------------ | ----------------- |
| Kyûsuke Higuchi  | Issei Futamata     | Patrick Borg      |
| Reiji Namikawa   | Hirofumi Nojima    | Nessym Guetat     |
| Takeshi Ooi      | Kiyoyuki Yanada    | Marc Alfos        |
| Shingô Midô      | Eiji Hanawa        | Bruno Dubernat    |
| Suguru Shimura   | Hiroyuki Yokoo     |                   |
| Masahiko Kida    | Masaki Aizawa      | Antoine Schoumsky |
| Eiichi Takahashi | Rintarō Nishi      | Pascal Massix     |
| Arayoshi Hatori  | Yukitoshi Tokumoto | Jonathan Amram    |

#### Autres personnages
| Personnages      | Voix japonaises         | Voix françaises     |
| ---------------- | ----------------------- | ------------------- |
| Sayu Yagami      | Haruka Kudō             | Céline Rotard       |
| Sachiko Yagami   | Ai Satō (en)            | Claire Conty        |
| Naomi Misora     | Naoko Matsui            | Marianne Leroux     |
| Raye Penber      | Hideo Ishikawa          | Cédric Dumond       |
| Hitoshi Demegawa | Chafurin                | Pascal Massix       |
| Anthony Rester   | Masaki Aizawa           | Jean-Louis Faure    |
| Stephen Gevanni  | Hiroki Takahashi        | Thibaut Belfodil    |
| Halle Lidner     | Akeno Watanabe          | Stéphanie Lafforgue |
| Aiber            | Takuya Kirimoto (en)    | Bruno Dubernat      |
| Matt             | Tomohiro Nishimura (en) | Bruno Dubernat      |
| Wedy             | Miki Nagasawa           | Virginie Kartner    |
| Yuri             | Ami Koshimizu           | Isabelle Thomas     |
| Kiichirô Osoreda | Katsuhisa Hōki (en)     | Pascal Massix       |
| Rod Ross         | Masaki Aizawa           | Michel Vigné        |

## Œuvres dérivées

### Live-action

#### Films
Le manga est adapté au cinéma sous la forme de plusieurs films en prises de vue réelles. Le premier, Death Note, est sorti au Japon le 17 juin 2006 et est réalisé par Shūsuke Kaneko. Le deuxième, Death Note 2: The Last Name, est sorti au Japon le 3 novembre 2006 et est toujours réalisé par Shūsuke Kaneko. Un troisième film, L: Change the World, sorti au Japon le 9 février 2008 et réalisé par Hideo Nakata, est basé sur la vie d'un des personnages principaux.
En 2015, après la diffusion du drama, un préquel de trois courts épisodes Death Note: New Generation sort à l’occasion d'un quatrième film, intitulé Death Note: Light Up the New World. Réalisé par Shinsuke Sato, celui-ci est sorti le 29 octobre 2016. Il s'agit d'une « suite interdite » des deux films de 2006 réalisés par Shūsuke Kaneko, puisqu'elle ne réfère a aucune adaptation du manga.
Une adaptation américaine, Death Note, par la Warner Bros., est longtemps restée au point mort en raison de désaccords sur le scénario. Shane Black a assuré qu'il réaliserait le film après Iron Man 3, sorti en 2013, mais en juillet 2014, Gus Van Sant est également pressenti. Finalement, Adam Wingard est choisi pour réaliser l'adaptation, qui est diffusée à partir du 25 août 2017 sur Netflix.
En France, les adaptations cinématographiques suivantes sortent directement en DVD : Death Note (sorti le 5 janvier 2008), Death Note 2: The Last Name (sorti le 2 juillet 2008), et L: Change the World (sorti le 18 novembre 2009). Un coffret regroupant les deux premiers films est sorti le 19 novembre 2008 et un coffret regroupant la trilogie est sorti le 29 septembre 2010.

#### Anime
L'adaptation en série live est annoncée en avril 2015. Le cast de cette série est différent des précédents films live : Light est joué par Masataka Kubota et L par Kento Yamazaki. La série de 11 épisodes est diffusée à partir du 9 juillet 2015 sur Nippon TV au Japon et en simulcast sur Crunchyroll dans les pays francophones.
En juillet 2022, il est annoncé que les Duffer Brothers produisaient une nouvelle adaptation de série en direct pour Netflix.

### Comédie musicale
Une adaptation scénique est annoncée en décembre 2014. La musique est signée Frank Wildhorn, les paroles sont écrites par Jack Murphy, le livret est rédigé par Ivan Menchell et la mise en scène est assurée par Tamiya Kuriyama. La comédie musicale est jouée du 6 au 29 avril 2015 à Tokyo puis en mai à Osaka et Nagoya. Light Yagami est joué par Kenji Urai et Hayato Kakizawa, tandis que L est campé par Teppei Koike. Elle est ensuite jouée du 11 juin au 11 août 2015 en Corée su Sud, avec un cast différent : Hong Kwang-ho pour Light et Kim Junsu pour L. Différentes productions se sont montées dans le monde, notamment en Russie et au Brésil.

#### Distributions asiatiques
| Rôle         | Tokyo                        | Tournée japonaise / taiwanaise | Tournée japonaise         | Séoul          | Séoul          | Séoul                          | Tokyo (revival)              |
| Rôle         | 2015                         | 2017                           | 2020                      | 2015           | 2017           | 2022                           | 2025                         |
| ------------ | ---------------------------- | ------------------------------ | ------------------------- | -------------- | -------------- | ------------------------------ | ---------------------------- |
| Light Yagami | Kenji Urai / Hayato Kakizawa | Kenji Urai / Hayato Kakizawa   | Ryouta Murai / Shouma Kai | Hong Kwang-ho  | Han Ji-sang    | Ko Eun-sung / Hong Kwang-ho    | Seishirō Katō / Aoi Watanabe |
| L            | Teppei Koike                 | Teppei Koike                   | Fū Takahashi              | Kim Junsu      | Kim Junsu      | Kim Junsu / Kim Sung-cheol     | Hiroki Miura                 |
| Ryuk         | Kōtarō Yoshida               | Kazutaka Ishii                 | Eiji Yokota               | Kang Hong-seok | Kang Hong-seok | Seo Kyung-soo / Kang Hong-seok | Kenji Urai                   |
| Rem          | Megumi Hamada                | Megumi Hamada                  | Park Hye-na               | Park Hye-na    | Park Hye-na    | Kim Sun-young / Jang Eun-ah    | Megumi Hamada                |
| Misa         | Fuka Yuduki                  | Fuka Yuduki                    | Sakura Kiryuu             | Jung Sun-ah    | Ben            | Kei / Jang Min-je              | Riho Sayashi / Riko          |
| Soichiro     | Takeshi Kaga                 | Tetsuya Bessho                 | Kiyotaka Imai             | Lee Jong-moon  | Seo Young-ju   | Seo Beom-seok                  | Kiyotaka Imai                |
| Sayu         | Ami Maeshima                 | Karin Takahashi                | Hirari Nishida            | Lee Su-bin     | Lee Su-bin     | Ryu In-ah                      | ?                            |

#### Distributions internationales
| Rôle         | Travail de conception étatsunien | Album conceptuel étasunien | Moscou              | Rio de Janeiro                          | Londres                            |
| Rôle         | 2014                             | 2014                       | 2021                | 2022                                    | 2023                               |
| ------------ | -------------------------------- | -------------------------- | ------------------- | --------------------------------------- | ---------------------------------- |
| Light Yagami | Andy Kelso                       | Jeremy Jordan              | Aleksandr Kazmin    | Paulo Mendes / Gustavo Daniel           | Joaquin Pedro Valdes               |
| L            | Drew Gehling                     | Jarrod Spector             | Yaroslav Bayarunas  | Arthur Salerno / Luiz Gustavo Lopes     | Dean John-Wilson / Carl Man        |
| Ryuk         | Eric Anderson                    | Eric Anderson              | Kirill Gordeev      | Júlia Perré / Bernardo Mastena          | George Maguire                     |
| Rem          | Jackie Burns                     | Carrie Manolakos           | Elena Gazaeva       | Gabriela Barbosa / Isabela Canle        | Aimie Atkinson                     |
| Misa         | Adrienne Warren                  | Adrienne Warren            | Vera Sveshnikova    | Yasmin Ziganshin / Anna Paula Guimarães | Frances Mayli McCann / Jessica Lee |
| Soichiro     | Robert Cuccioli                  | Michael Lanning            | Aleksandr Marakulin | Davi Garnier / Gabriel Villas Boas      | Christian Ray Marbella             |
| Sayu         | ?                                | Laura Osnes                | Evdokiya Malevskaya | Camila Duarte / Rayssa Gomes            | Rachel Clare Chan                  |

### Livre audio
Un livre audio développé par Bastei Lübbe (en) sort en version française sur Audible le 12 décembre 2019. D'une durée de 10h46, il se compose de 12 chapitres et est lu par les mêmes doubleurs que ceux de la série d'animation, dont Alexis Tomassian (Light Yagami), Guillaume Lebon (L), Emmanuel Karsen (Ryûk), Philippe Dumond (Soishiro Yagami), Charlyne Pestel (Misa Amane) et Charles Pestel (Tôta Matsuda),.

### Mangas one-shots
Trois one shots autour de l'univers de Death Note sont publiés, par le même scénariste et le même dessinateur.
Le premier est le pilote de la série composé de 55 pages. Il présente Taro Kagami, 13 ans, qui reçoit le Death Note du shinigami Ryuk. Il l'utilise comme un simple journal intime, avant de réaliser son pouvoir.
Le deuxième est publié en 2008 à l'occasion de la sortie du film L : Change the World et est composé de 44 pages. Il se déroule trois ans après la fin du manga, où un nouveau Kira apparaît, mais ne ciblant que des personnes à l'agonie ayant le désir de mourir.
Le dernier est publié dans le magazine Jump Square en février 2020 et est composé de 87 pages. Il se déroule en 2019, Ryûk retourne dans le monde des humains pour offrir le Death Note à un nouveau détenteur se nommant Tanaka Minoru. Mais ce dernier, au lieu d'utiliser le carnet, décide de le vendre en le mettant aux enchères.
La première histoire est publiée en France dans le tome 13 de la série publiée par Kana. Elle est de nouveau publiée avec les deux autres histoires dans un recueil Death Note: Short Stories, sorti le 4 février 2021 au Japon et le 28 mai 2021 aux éditions Kana. Le tome est également composé de plusieurs mini-histoires à tendance humoristique, d'une histoire sur le quotidien de L du point de vue de Watari et une histoire racontant comment L est devenu détective,.

### Parodie
Une parodie de Death Note créée par Amano Kaito et Sakano Hiro est disponible chez Gekko sous le nom de Death Joke.

### Romans
Une adaptation romancée de Death Note, intitulée Death Note Another Note: The Los Angeles BB Murder Cases est écrite par Nisio Isin, et éditée le 1er août 2006 au Japon par l'éditeur Shūeisha et le 24 septembre 2010 en France par Kana. Une adaptation du film L: Change the World écrit par 'M' a également vu le jour le 25 décembre 2007 au Japon et le 24 septembre 2010 en France.

### Jeux vidéo
Trois adaptations en jeu vidéo sont parues sur Nintendo DS : Death Note: Kira Game le 15 février 2007, Death Note: L o Tsugu Mono le 12 juillet 2007 et L: The Prologue to Death Note - Rasen no Wana le 7 février 2008 au Japon. Par ailleurs, on retrouve la présence de Light Yagami, L/Ryuzaki, Ryuk, Misa Amane, Near et Mello dans les jeux Jump Super Stars et Jump Ultimate Stars.
Le 5 novembre 2024, un jeu vidéo de déduction sociale en ligne intitulé Death Note Killer Within est sorti.

## Accueil

### Prix et récompenses
Death Note se classe deuxième sur Kono Manga ga Sugoi! de Takarajimasha! liste des meilleurs mangas de 2006 et 2007 pour les lecteurs masculins. La série est nommée pour le 38e Prix Seiun dans la catégorie manga lors de la 46e convention de science-fiction au Japon en 2007. Le manga a reçu le Grand Prix du Meilleur Manga et du Meilleur Scénario aux Japan Expo Awards 2007. La série remporte le Eagle Award 2008 du manga préféré, voté par les fans britanniques. Selon une enquête menée en 2007 par le Ministère de la Culture du Japon, Death Note occupe la 10e place parmi les meilleurs mangas de tous les temps. Il a également reçu plusieurs nominations telles que le meilleur manga aux American Anime Awards 2006, le Prix Culturel Osamu Tezuka 2007, une sélection officielle au Festival international de la bande dessinée d'Angoulême 2008, et Obata a été nommé pour Meilleur crayonneur / encreur aux Eisner Awards 2008. Death Note est inclus sur la liste des 10 meilleurs romans graphiques pour adolescents de l'American Library Association en 2007. L'édition française du manga s'est vu remettre en 2008 le prix Bob-Morane pour la catégorie « Bande dessinée traduite ». Death Note remporte le prix du Meilleur manga traduit à la 3e édition du prix brésilien Geeks d'Ouro en 2021.

### Accueil commercial
En juin 2006, le manga Death Note se vend à plus de 20 millions d'exemplaires dans le monde, dont plus d'un million en France. Au 31 décembre 2008, le manga s'écoule à 26,5 millions d'exemplaires dans le monde. En avril 2015, Death Note avait plus de 30 millions d'exemplaires en circulation.

### Accueil critique
Le rédacteur d'Anime News Network, Zac Bertschy, qualifie Death Note de « récit à suspense étonnamment captivant et original qui soulève une poignée de questions intéressantes sur la moralité ». Il a noté la différence entre la série et les autres mangas, en raison des meurtres commis par le personnage principal ainsi que de la façon dont il cache son identité de Kira. Bien que Bertschy ait mentionné que certains lecteurs de mangas seraient surpris par les thèmes sombres de Death Note, il a fait l'éloge de la série pour son « grand art, sa belle histoire et ses personnages convaincants" ».
D'après Patrick Gaumer, spécialiste de la bande dessinée : « Tant par sa narration que par son graphisme, la série s'impose comme un des modèles du genre » et devient « un véritable phénomène de société ».
En 2006, les fans japonais ont souligné les similitudes entre Death Note et le manga one-shot de 1973 The Miraculous Notebook (不思議な手帖) de Shigeru Mizuki. Le site Comipress rapporte que la seule différence entre l'histoire du one-shot et le manga Death Note est qu'il n'y a pas de Shinigamis. Bien que ce fait soit une coïncidence, Ohba déclare qu'il n'avait aucune inspiration particulière pour son histoire.

## Postérité

### Interdiction
Au début de 2005, les autorités scolaires de Shenyang, la capitale du Liaoning (république populaire de Chine), interdisent Death Note. La cause immédiate était que les étudiants avaient modifié des cahiers pour ressembler à Death Note, puis écrit les noms de connaissances, d'ennemis et d'enseignants dans les livres. L'interdiction visait à protéger la « santé physique et mentale » des élèves contre les contenus d'horreur qui « induisent en erreur des enfants innocents et déforment leur esprit ». Jonathan Clements suggère que les autorités chinoises ont agi en partie contre la « superstition », mais aussi contre les éditeurs illégaux et pirates de Death Note. L'interdiction a été étendue à d'autres villes chinoises, dont Pékin, Shanghai et Lanzhou dans la province du Gansu. Des versions en langue chinoise légalement publiées de Death Note sont publiées à Hong Kong. Le 12 juin 2015, le ministère chinois de la Culture répertorie Death Note parmi les 38 titres d'anime et de manga interdits en Chine.
En 2007, le bureau de l'éducation du comté de Pingtung, à Taïwan, a demandé aux enseignants de prêter attention à toute influence négative sur les élèves du primaire lisant le manga.
Les écoles publiques d'Albuquerque, au Nouveau-Mexique, aux États-Unis, tiennent une audience en mai 2010 pour interdire le manga Death Note des écoles de leur district ; il est rejeté à l'unanimité.
Après que des volumes de Death Note sont trouvés lors du suicide en février 2013 d'une jeune fille de 15 ans à Ekaterinbourg, en Russie, un groupe local de parents commence à faire campagne pour réglementer tous les médias basés sur la série, affirmant que cela avait un effet négatif sur l'esprit des enfants. En mars 2014, les enquêteurs ont conclu que le manga n'avait pas poussé la jeune fille à se suicider. En février 2021, il est signalé que la série, ainsi que Last Hero Inuyashiki et Tokyo Ghoul, avaient été interdites de distribution sur deux sites web non spécifiés en Russie.

### Imitation criminelle
Fin septembre 2007, la police trouve plusieurs morceaux de corps d'un homme (notamment le bas de l'abdomen) dans la commune de Forest (Bruxelles, Belgique) dans le parc Duden. Les morceaux étaient accrochés de deux papiers portant tous deux la mention écrite : « WATASHI WA KIRA DESU ». La police pense d'abord à une blague macabre d'un étudiant en médecine mais n'exclut pas le meurtre car le corps reste non identifié. En février 2009, la police découvre qu'il s'agissait bien d'un meurtre : la victime se nommait Sidi Larbi Ezzoubairi . Les meurtriers présumés sont arrêtés en septembre 2010. Ils expliquent que la victime, dont ils ignoraient le nom, résidait avec eux lorsqu'une dispute éclate. Les auteurs lui demandent de quitter les lieux, mais celui-ci refuse. De nombreux coups ont alors été portés, entraînant la mort, à la suite de quoi a lieu le dépeçage. La victime est alors âgée de 37 ans,,,,.